# Anodoncia
La anodoncia es una enfermedad congénita rara que se caracteriza por la ausencia total de dientes. Puede afectar tanto a la dentición temporal como a la permanente y suele asociarse a un trastorno generalizado tal como la displasia ectodérmica hereditaria.
La anodoncia es un tipo de agenesia, y la agenesia es la falta congénita de piezas dentarias. 

## Etiología
La etiología de la anodoncia aún no se ha establecido claramente. Como posibles causas se han determinado factores hereditarios, evolutivos, ambientales, factores pre y posnatales y síndromes y alteraciones progenéticas, siendo el factor hereditario el de mayor relevancia debido a que la anodoncia se ha asociado a un gen autosómico dominante.

## Clasificación
Las agenesias dentales se clasifican en 3 tipos:  
- Anodoncia: es la ausencia total de dientes.
- Oligodoncia: es la ausencia de seis o más dientes.
- Hipodoncia: es la ausencia de menos de seis dientes.

## Frecuencia
Las anodoncias se observan con mayor frecuencia en mujeres que en varones en una relación 3:2. Cualquier diente puede estar ausente congénitamente pero algunos tienen más predisposición que otros. Graber dio a conocer una excelente revisión, indicando que la frecuencia total de pacientes con dientes congénitamente ausentes (exceptuando los terceros molares o muelas del juicio) varía de 1,6% a 9,6%. 
La anodoncia de dientes deciduos o temporales es rara, pero cuando se presenta suele ser de los incisivos laterales maxilares. Existen algunos estudios que establecen una estrecha correlación entre los dientes deciduos y sus sucesores permanentes, sugiriendo que en ocasiones existe un factor genético. A veces puede observarse en niños a quienes les faltan dientes de uno o ambos cuadrantes del mismo lado, debido a que recibieron radiaciones en la cara a edad muy temprana. Los gérmenes dentales son muy sensibles a los rayos X y pueden ser destruidos por completo, incluso por dosis relativamente bajas. Además, los rayos X pueden detener el desarrollo de los dientes ya formados y parcialmente calcificados.

## Galería de imágenes

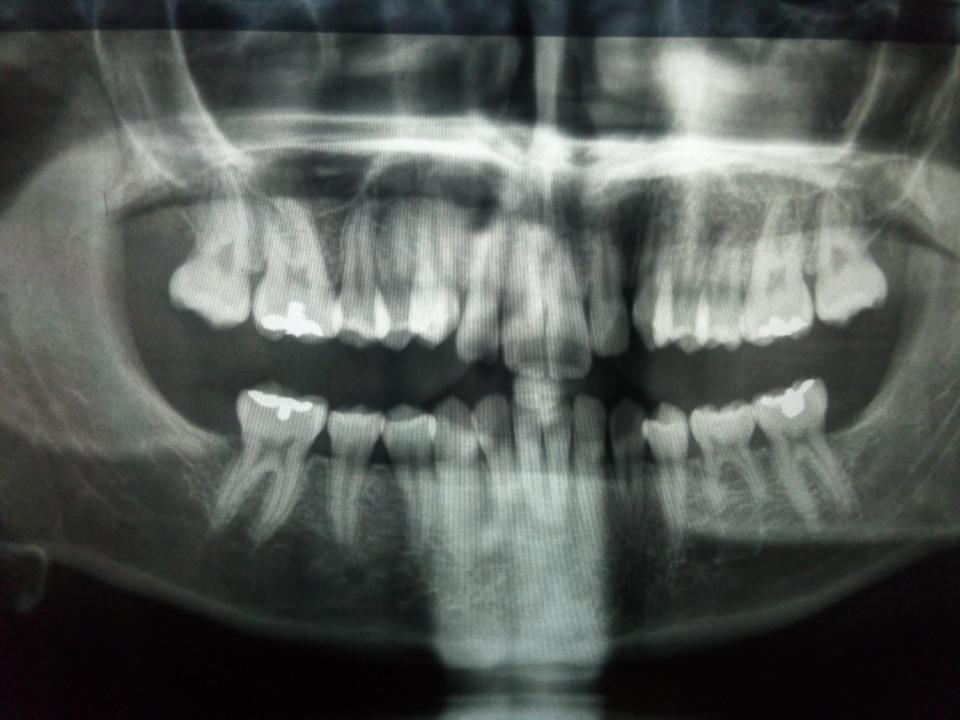
Fig. 1: Aspecto radiográfico de la Hipodoncia dental

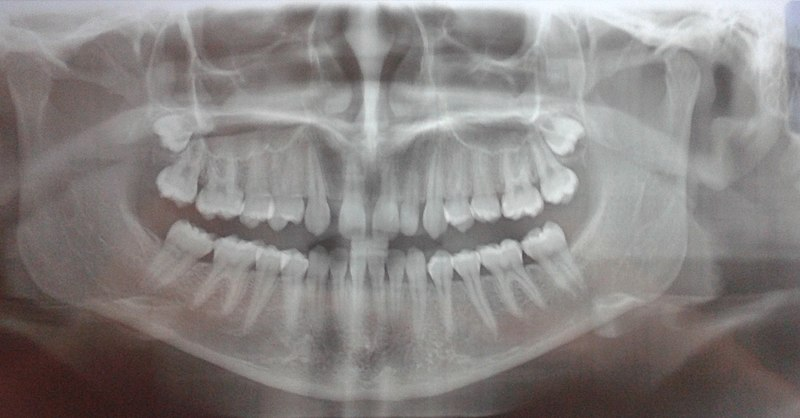
Fig.2: Imagen Radiográfica de Hipodoncia

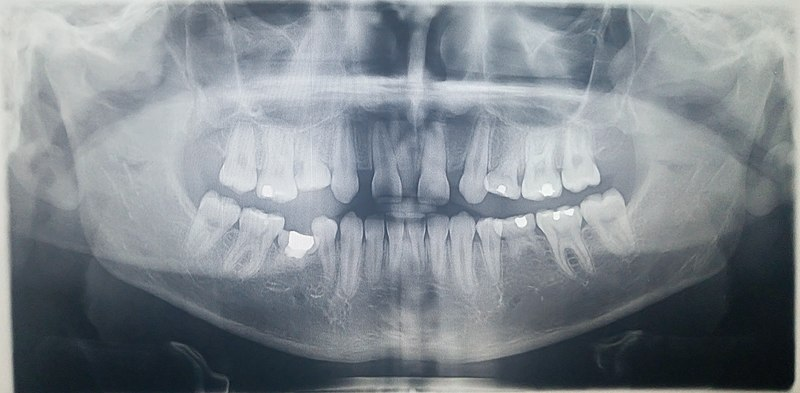
Fig. 3: Imagen Radiográfica de Oligodoncia